# ایروم شرمیلا
ایروم چانو شرمیلا (به انگلیسی:Irom Chanu Sharmila) متولد ۱۴ مارس ۱۹۷۲ که با لقب «بانوی آهنین مانیپور» یا «منگوبی» (Mengoubi) به معنای زیبا نیز شناخته شده‌است یک فعال حقوق مدنی فعال سیاسی و شاعر اهل ایالت مانیپور در هندوستان است. ایروم شرمیلا در روز ۲ نوامبر ۲۰۰۰ اعتصاب غذایی را آغاز کرد که تا روز ۹ اوت ۲۰۱۶ به مدت ۱۶ سال ادامه یافت. وی با نپذیرفتن آب و غذا برای مدتی بیش از ۵۰۰ هفته طولانی‌ترین اعتصاب غذاکننده جهان لقب گرفت. وی در روز ۸ مارس ۲۰۱۴ روز جهانی زنان در نظرسنجی وب‌سایت ام‌اس‌ان به عنوان مهم‌ترین چهره زن در هندوستان انتخاب شد.
در سال ۲۰۱۴ دو حزب از وی خواستند در انتخابات ملی شرکت کند اما وی این درخواست را نپذیرفت. وی حق رای را از این رو رد کرد که فرد زندانی بر اساس قانون نمی‌تواند رای بدهد. در ۱۹ اوت ۲۰۱۴ دادگاه با این توصیف که دیگر زمینه‌ای برای بازداشت وجود ندارد به آزادی وی از بازداشت رای داد. با این حال وی چند روز بعد در ۲۲ اوت ۲۰۱۴ دوباره به همان اتهاماتی که از آن‌ها تبرئه شده‌بود دستگیر و به مدت ۱۵ روز بازداشت شد. عفو بین‌الملل وی را زندانی وجدان اعلام کرده‌است.

## آثار اقتباس‌شده از زندگی وی
- روشنایی سوزان اثر دیپتی پریا مهروترا: زندگی ایروم شرمیلا و مبارزه‌اش برای صلح در مانیپور و زمینه سیاسی اعتصاب غذای وی را به تفصیل بیان می‌کند.
- ایروم آهنین: دو سفر وقتی غیرعادی عادی است. (۲۰۱۲ همراه با مینی واید و تاینجام بیجوی کومار سینک)
- اوجاس س.و. بازیگر تئاتر اهل پونه یک مونولوگ با نام لا ماشال (مشعل را بردار) بر اساس زندگی و مبارزات ایروم شرمیلا اجرا کرد. این کار اقتباسی بود که میرا پایبی با نام (زنان مشعل را بر دوش می‌کشند) از نمایشنامه نمایشنامه‌نویس مالایایی کیویک چاندران انجام داده‌بود. این نمایشنامه چندین بار در ایالت‌های مختلف هندوستان اجرا شد.

## کتاب‌ها
- عطر صلح (۲۰۱۰)